# Margarida Maria Caterina d'Àustria
Margarida Maria Caterina d'Àustria (Madrid, 25 de novembre de 1623-22 de desembre de 1623) va ser una infanta d'Espanya, morta prematurament després d'un mes de vida.
Segona filla del reis Felip IV de Castella i Isabel de Borbó, nascuda el 25 de novembre de 1623, després de la mort prematura de la infanta del mateix nom, Margarida Maria. En el moment del part, la reina estava acompanyada de les dames, entre elles Policena Spínola, que va ser la primera a tenir en braços la infanta.
Va ser batejada el 8 de desembre a l'església de San Juan, parròquia del Reial Alcàsser, pel patriarca de Jerusalem i nunci de la Santa Seu a Madrid; els tres noms feien referència a la seva àvia Margarida d'Àustria, el segon per la padrina, la infanta Maria, i el tercer pel dia del seu naixement, Santa Caterina.
Va passar a ser atesa per dides i fou nomenada institutriu de la nena la comtessa Inés de Zúñiga y Velasco, muller del comte-duc d'Olivares, el qual, d'aquesta manera tenia controlada la reina. Tanmateix, la infanta va viure només un mes i va morir el 22 de desembre. La seva mort, segons l'ambaixador de Savoia, va causar un enorme dolor a la reina, que va comptar en tot moment amb el suport del rei.